# Colonia de muncă de la Capu Midia
Colonia de muncă de la Capu Midia a fost o colonie penitenciară din România, una din cele 10 organizate de-a lungul traseului canalului Dunăre-Marea Neagră. În acest lagăr de muncă au fost internați deținuți considerați oponenți ai regimului comunist.

## Decedați
- Fortunát Boros (1895-1953), călugăr franciscan